# NGC 1347-2
NGC 1347-2 هي مجرة حلزونية ضلعية، تقع في كوكبة النهر.

## روابط خارجية
- NGC 1347-2 على موقع ويكي سكاي: DSS2, SDSS, GALEX, IRAS, Hydrogen α, X-Ray, Astrophoto, Sky Map, Articles and images